# KFC Dessel Sport
Koninklijke Football Club Dessel Sport w skrócie KFC Dessel Sport – belgijski klub piłkarski, grający w trzeciej lidze belgijskiej, mający siedzibę w mieście Dessel.

## Historia
Klub został założony 9 stycznia 1925 roku. W swojej historii klub spędził 14 sezonów w drugiej lidze belgijskiej i grał w niej w latach 1997-2007 i 2012-2016. W trzeciej lidze spędził 26 sezonów i występuje w niej również w sezonie 2021/2022. 

## Stadion
Domowe mecze klub rozgrywa na stadionie o nazwie Stade Armand Melis, położonym w mieście Dessel. Stadion może pomieścić 4291 widzów.

## Sukcesy
- III liga:
  - mistrzostwo (2): 1997, 2012

## Reprezentanci kraju grający w klubie
Stan na listopad 2021
| - Xavier Caers - Julien Cools - Bart Goor - Stein Huysegems - Georges Leekens - Joris Van Hout - Kevin Vandenbergh - Frans Vermeyen - Robert Willems - Rashid Salumu | - Arthur Gomez - Assan Jatta - Anthony Asamoah - Isaac Asare - Kader Camara - Mohamed Camara - Reda Jaadi - Mohammed Aliyu Datti - Michael Modubi - Alafu Bulanga |